# 長寿型 (ライフゲーム)

長寿型の例（どんぐり）

ライフゲームおよびセル・オートマトンにおける長寿型（ちょうじゅがた）とは、長い世代にわたって不規則な変化を続ける物体の総称である。英語ではメトセラ (Methuselah) と呼ばれるが、これは旧約聖書に登場する長寿の人物に由来している。
「長い世代」の具体的な長さは決まっていないが、マーティン・ガードナーは「10セル以下の初形から50世代以上」という基準をあげている。現在では、20×20の範囲内の初形から数万世代にわたって変化を続けるものが複数発見されている。

## ライフゲームにおける長寿型の例
長寿型として以下のようなものが知られている。名称の後の（）は、最初のセル数と変化を続ける期間である。

### 10セル以下の例
以下は10セル以下の初形から100世代以上の間変化を続ける例である。
- サンダーバード（6セル・243世代）- ブリンカー2つを干渉するほど近い位置に並べた配置である。
- 世紀（6セル・103世代）- ヘキソミノの1つ。変化する期間が100に近いことから命名された。
- Πヘプトミノ（7セル・173世代）- 1世代目の形が31世代目に再現する。ただし、他の部分の干渉がありシュシュポッポ列車にはならずに安定化する。
- bヘプトミノ・Cヘプトミノ（7セル・148世代）- この2つは2世代目で同じ形になる。bヘプトミノはグライダー銃やシュシュポッポ列車のパーツになることもある。
- ダイハード（7セル・130世代）- 多くの長寿型は最後にいくつかの物体になるが、これはすべてのセルが死滅する。
- 12機のグライダー（8セル・184世代）- 名前の通り、最終的に12機のグライダーを発射する。かつては20セルの物体にこの名称がつけられていたが、少ないセルで始まるこのパターンも同じ名前で呼ばれている（途中から同じ変化をたどることになる）。

### 1000世代以上
説明文中で単に「最も」とある場合、「2021年1月20日現在で知られている範囲で」という条件が付く。
- rペントミノ（5セル・1103世代）- 最初に発見された長寿型である。ジョン・ホートン・コンウェイ自身がペントミノの変化を調べていて発見した。
- どんぐり（7セル・5206世代）- 7セルで最も長寿なパターン。1971年にCordermanによって発見されており、2005年までは8セル以下で最も長寿なパターンであった。
- 7468M（8セル・7468世代）- 8セルで最も長寿のパターン。2005年にトマス・ロキッキによって発見された。
- スイッチ機関車（8セル・3911世代）- 1971年にCordermanによって発見された。48世代後に初期パターンの鏡像が、さらに48世代後にはその鏡像であるため同じ形が斜めに8セル移動した場所に現れるため、適当な物体と干渉させることで、移動物体やシュシュポッポ列車になる。
- うさぎ（9セル・17331世代）- 1986年に Andrew Trevorrow によって発見された。「バニー」を冠するいくつかのパターンが途中からこれと同じ変化をする。
- 23334M（12セル・23334世代）- 2005年にロキッキによって発見された。軽量級宇宙船が発生するパターンの中で、最もセルが少ない。
- Fred（150セル・35426世代）- 2010年にSchneelockeによって発見された、2010年から2011年まで最長寿記録を保持していたパターン。
- 52513M（131セル・52513世代）- 2021年に Dylan Chen によって発見された、最も長寿なパターン。https://conwaylife.com/wiki/52513M